# Mikaël Meloul
Mikaël Meloul (Niza, 2 de abril de 1973) es un deportista francés que compitió en taekwondo. Ganó dos medallas en el Campeonato Mundial de Taekwondo, oro en 1993 y bronce en 1995, y tres medallas en el Campeonato Europeo de Taekwondo entre los años 1992 y 1996.

## Palmarés internacional
| Campeonato Mundial | Campeonato Mundial          | Campeonato Mundial | Campeonato Mundial |
| Año                | Lugar                       | Medalla            | Categoría          |
| ------------------ | --------------------------- | ------------------ | ------------------ |
| 1993               | Nueva York (Estados Unidos) | Medalla de oro     | –83 kg             |
| 1995               | Manila (Filipinas)          | Medalla de bronce  | –83 kg             |
| Campeonato Europeo |                             |                    |                    |
| Año                | Lugar                       | Medalla            | Categoría          |
| 1992               | Valencia (España)           | Medalla de oro     | –83 kg             |
| 1994               | Zagreb (Croacia)            | Medalla de plata   | –83 kg             |
| 1996               | Helsinki (Finlandia)        | Medalla de oro     | –83 kg             |